# Danilo Astori
Danilo Ángel Astori Saragosa (Montevideo, 23 aprile 1940 – Montevideo, 10 novembre 2023) è stato un politico ed economista uruguaiano.

## Biografia
Di discendenze lombarde e piemontesi, è stato ministro dell'economia e delle finanze dal 1º marzo 2005 al 18 settembre 2008, oltreché membro del partito di sinistra Fronte Ampio. Fu candidato nel 2009 alle elezioni primarie del suo partito. Il suo principale contendente fu José Mujica, che lo sconfisse con il 52% dei voti.
Candidato alla vicepresidenza, vinse il secondo turno con il 53% dei voti. Rimase in carica fino al 1º marzo 2015.